# Municipalità regionale della contea di Bécancour
La municipalità regionale di contea di Bécancour è una municipalità regionale di contea del Canada, localizzata nella provincia del Québec, nella regione di Centre-du-Québec.
Il suo capoluogo è Bécancour.

## Città principali
City
- Bécancour

Municipalità
- Deschaillons-sur-Saint-Laurent
- Fortierville
- Lemieux
- Manseau
- Saint-Pierre-les-Becquets
- Saint-Sylvère
- Sainte-Françoise
- Sainte-Marie-de-Blandford